# (22401) Egisto
(22401) Egisto est un astéroïde de la ceinture principale.

## Description
(22401) Egisto est un astéroïde de la ceinture principale. Il fut découvert le 24 février 1995 à Cima Ekar par Maura Tombelli. Il présente une orbite caractérisée par un demi-grand axe de 3,22 UA, une excentricité de 0,11 et une inclinaison de 15,7° par rapport à l'écliptique.

## Compléments